# Grüner Bunker
Der Grüne Bunker in Hamburg ist ein im Zweiten Weltkrieg gebauter Flakturm, der acht Jahrzehnte später um rund 20 Meter erhöht und mit Pflanzen begrünt wurde. Nachdem der Bunker in den 1990er Jahren zu einem „Medienbunker“ umgebaut worden war, wurde er zwischen 2019 und 2024 um fünf Stockwerke mit einer Höhe von rund 20 Metern aufgestockt und mit einem außen am Gebäude montierten, 550 Meter langen Bergpfad versehen, der zu einem 1.400 Quadratmeter großen öffentlich zugänglichen Stadtgarten führt.
Das weltweit einmalige Projekt ist heute international als „Grüner Bunker“ bekannt und soll ein neues Wahrzeichen von Hamburg-St. Pauli werden.

## Geschichte

### Bau im Zweiten Weltkrieg
Anfang der 1940er Jahre wurden im Zweiten Weltkrieg in Berlin, Hamburg und Wien mehrere Hochbunker gebaut, die als Flaktürme bezeichnet wurden und zur Abwehr von Luftangriffen gedacht waren. Die größten Hamburger Flaktürme wurden in Wilhelmsburg (Flakturm VI) und auf dem Heiligengeistfeld in St. Pauli (Flakturm IV) errichtet.
Der Flakturm IV ist der heutige „Grüne Bunker“ und gehört zu den größten jemals erbauten Hochbunkern. Der Bunker mit einer Grundfläche von 75 Meter × 75 Meter und einer Höhe von 38 Metern wurde im Jahr 1942 unter dem Einsatz tausender Fremd- und Zwangsarbeiter in 300 Tagen erbaut und im Oktober fertiggestellt. Die Wandstärke des in Betonbauweise mit Stahlarmierungen errichteten Gebäudes beträgt 3,5 Meter, die Decke ist fünf Meter dick.
Der Bau konnte die militärischen Anforderungen nur teilweise erfüllen, war aber als Schutzraum für die Bevölkerung umso nützlicher. Obwohl die Kapazität auf 18.000 Personen beschränkt war, suchten während der starken Luftangriffe auf Hamburg im Sommer 1943 bis zu 25.000 Menschen Schutz im Bunker.

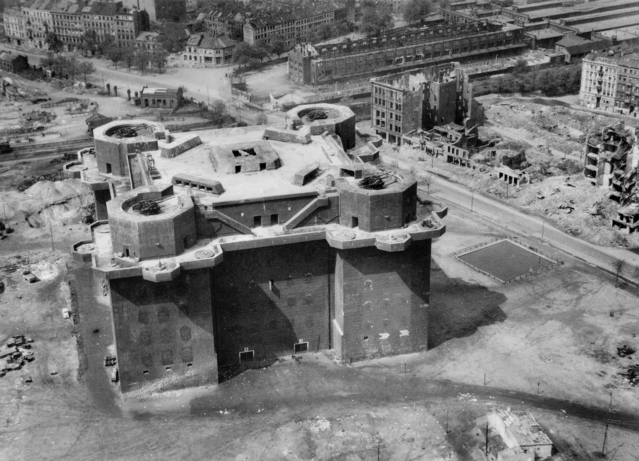
Der Flakturm IV im April 1945
Heiligengeistfeld mit Bunker (grau)
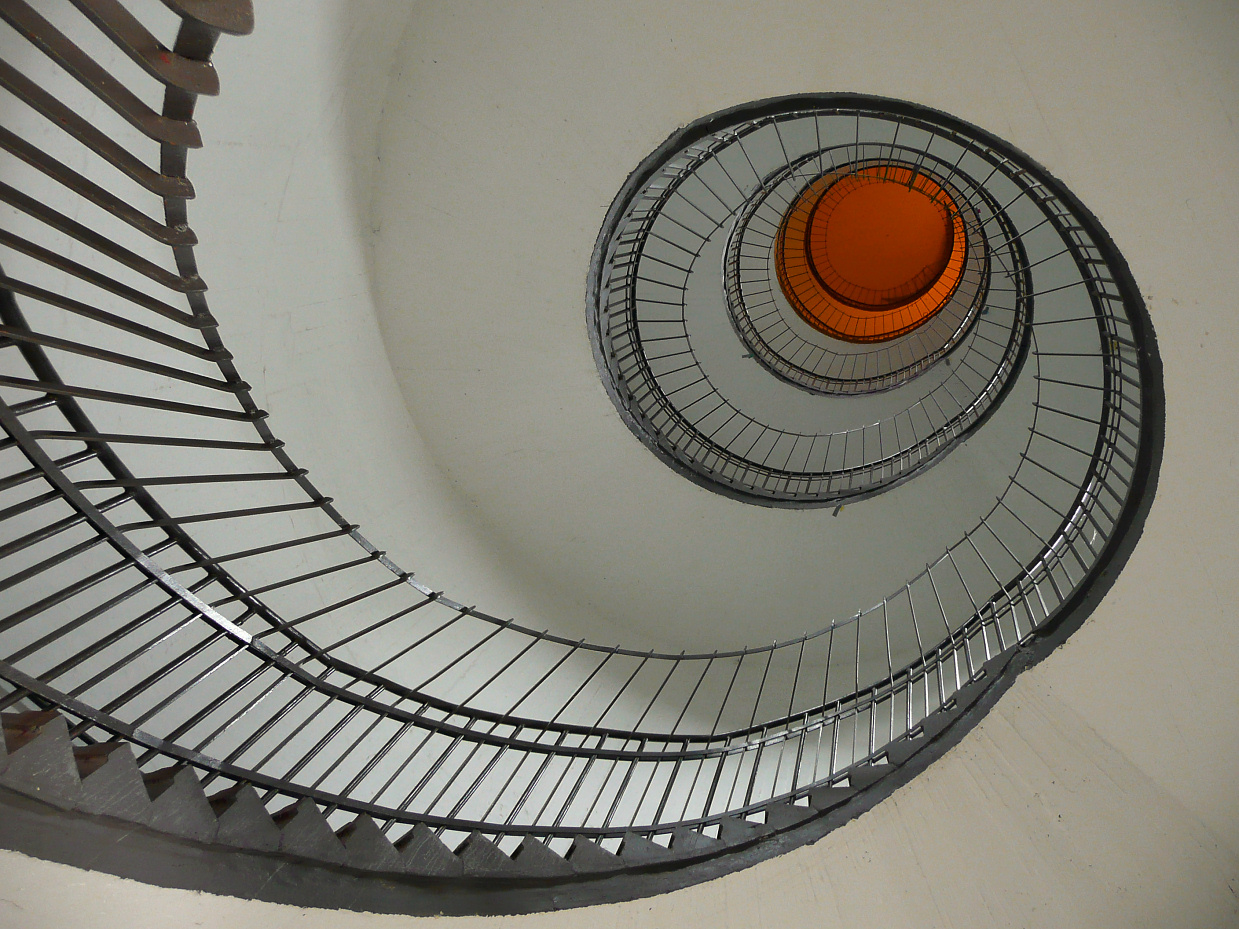
Treppenhaus
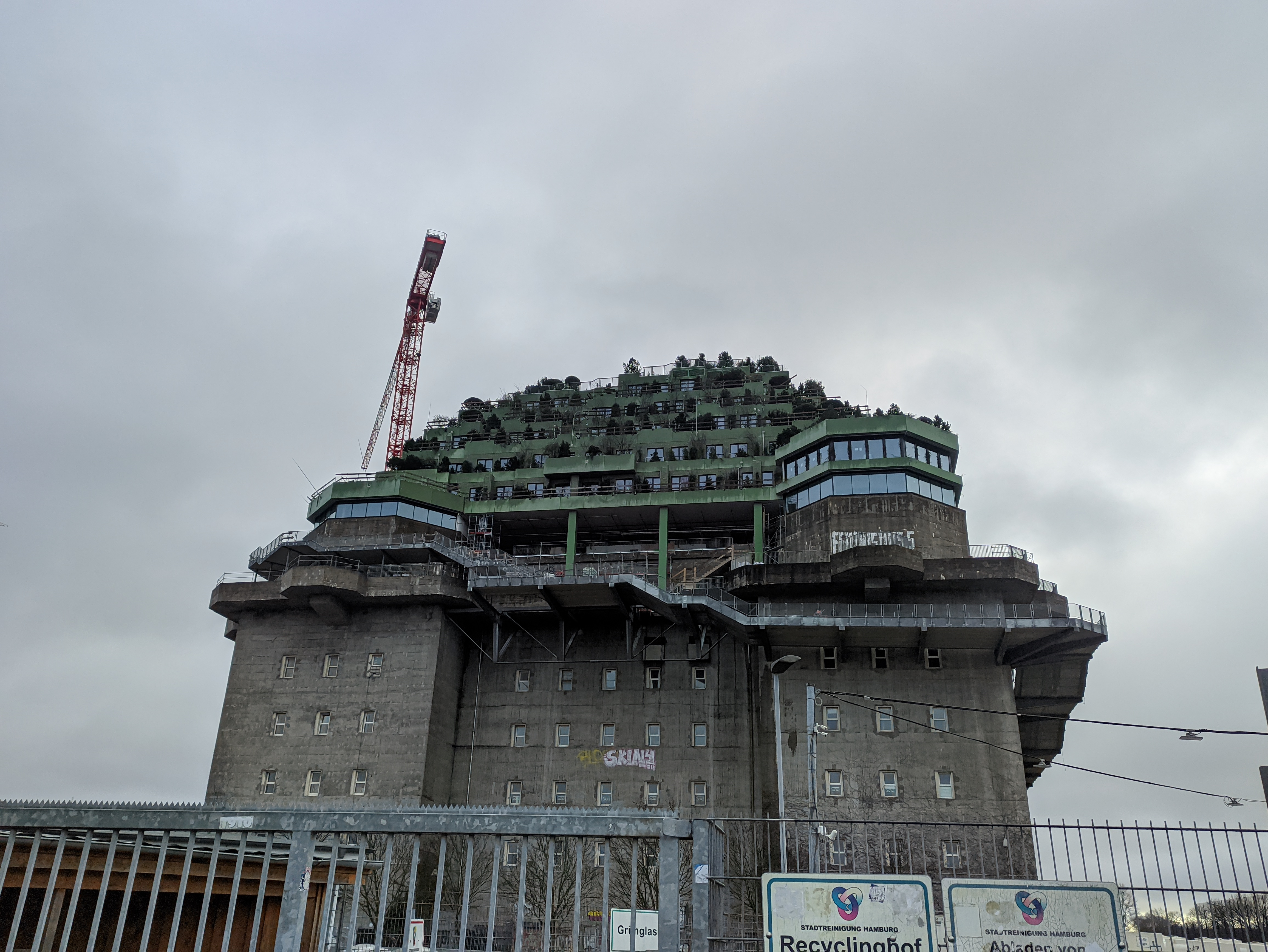
Aufstockung (Januar 2024)

### Zivile Nachnutzung nach dem Krieg
Der Hochbunker an der Feldstraße wurde nach dem Krieg von zivilen Mietern genutzt, da zu diesem Zeitpunkt in Hamburg großer Wohnraummangel herrschte. Deshalb wurde im Juli 1947 auch die Sprengung des Turms verhindert.
Anfang der 1950er Jahre diente ein Teil der Räume als Notunterkunft für Frauen und Kinder, die zu Hause Gewalt erlebten. Für eine relativ kurze Zeit konnten sie dort Schutz suchen. Die kleinen Kammern waren in der Regel mit einem Bett, einem Stuhl und einem Tisch ausgestattet. Mahlzeiten gab es in einem anderen Teil des Bunkers.
Im Kalten Krieg wurde er als Luftschutzbunker reaktiviert.

### Umbau 1990
1990 wurde das Gebäude für etwa 1,6 Millionen DM verkauft und zu einem Medienzentrum umgebaut.
Im Jahr 1993 erwarb der Investor Thomas Matzen das Erbbaurecht für den Bunker bis zum Jahr 2053 für damals 6 Millionen DM, da die Stadt Hamburg in dieser Gegend grundsätzlich keine Grundstücke verkauft. Er investierte weitere ca. 20 Mio. DM in die Infrastruktur, um Flächen vermieten zu können. Inzwischen ist dieses Erbbaurecht auf die Matzen Immobilien GmbH übertragen worden und bis zum Jahr 2099 verlängert worden.
In der Zeit danach etablierten sich hier u. a. der heutige Musikclub Uebel & Gefährlich, der Kammerkonzertsaal resonanzraum, das private SAE Institute, Werbe- und Promotionagenturen usw. Von 2005 bis 2021 gab es eine Filiale des Musikinstrumentenhändlers JustMusic, der 2002 das Musikgeschäft Amptown aus Hamburg-Wandsbek übernommen hatte, mit 4500 m² Verkaufsfläche auf zwei Etagen. Im Jahr 2000 ereignete sich ein Anschlag im VIP-Bereich der damaligen Diskothek J’s mit mehreren Verletzten.

### Umbau 2019–2024
Ideen zur Begrünung des Bunkers gab es schon länger. So hatte etwa der Künstler Friedensreich Hundertwasser 1992 auf Einladung des Hamburger Abendblatts eine Darstellung des Bunkers mit Bäumen auf dem Dach erarbeitet, die am 2. April 1992 in der Zeitung veröffentlicht wurde.
2013 hatte der Hamburger Stadtplaner Mathias Müller-Using die Idee, mit der Begrünung den Flakbunker neu und positiv zu besetzen. Gemeinsam mit den Architekten der von ihm geleiteten Interpol Studios initiierte Müller-Using das Konzept für die Aufstockung und den öffentlich zugänglichen Dachpark, gestaltete die Architektur und erstellte zusammen mit den beteiligten Fachplanern die Entwurfs- und Genehmigungsplanung des Gesamtprojekts bis zur Einreichung des Bauantrags. Das Konzept zur Begrünung wurde durch das Hamburger Landschaftsarchitekturbüro Landschaftsarchitektur+ Holzapfel-Herziger & Benesch PartG mbB erarbeitet, die Bauantragsunterlagen erstellt, eingereicht und die Umsetzung im Rahmen der Objektüberwachung betreut. Das Büro L+ war seit Oktober 2014 bis zur Fertigstellung im Jahr 2024 in dem Projekt beschäftigt. Die Matzen KG verpflichtete sich im städtebaulichen Vertrag vom 17. März 2017 die Begrünung nach dem Konzept und den Plänen des Büros L+ umzusetzen und zu erhalten.
Mit einer Investorengruppe beantragte das Unternehmen die Aufstockung des denkmalgeschützten Bauwerks um fünf Stockwerke mit einer Höhe von rund 20 Metern. Es sollten ein Hotel, ein Fitnessclub, Gastronomiebetriebe, eine Veranstaltungs- und Sporthalle entstehen. Das Investment beinhaltete auch eine Bepflanzung der Fassade sowie des Dachs. Die veranschlagten rund 30 Millionen Euro Investitionskosten sollten durch die kommerziellen Nutzungen ausgeglichen werden.
Nach der Genehmigung durch das Bezirksamt Mitte bewilligte am 12. Juli 2017 auch die Bürgerschaft mit den Stimmen von SPD und Grünen die Baupläne und die Verlängerung des Erbbaurechtsvertrages.
Im Vorwege dieser Entscheidungen gab es Kritik an den vorgelegten Plänen. Es wurde befürchtet, dass der Bunker viel weniger grün werden könnte, als versprochen. So wurden Anfang Juni 2017 Baupläne veröffentlicht, nach denen die vielfach beworbene begrünte Aufstockung aufgrund von Brandschutzauflagen nur deutlich reduziert realisiert werden kann. Die Linke kritisierte die vereinbarten Konditionen: dass statt des eigentlichen Bodenwertes von rund 1500 Euro pro Quadratmeter lediglich ein Wert von knapp 980 Euro errechnet wurde, dazu noch ein Abschlag von 30 Prozent. Außerdem wurde auf eine Stellplatzablöse in Höhe von 744.000 Euro verzichtet.
Die Ausführungsplanung und Objektüberwachung des Hochbaus erfolgte in Verantwortung der phase10 Ingenieur- und Planungsgesellschaft mbH, Freiberg. Die Planung des Grünkonzepts mit Art und Umfang der Begrünung übernahm das Hamburger Planungsbüro Landschaftsarchitektur+ PartG mbB, das die Begrünung bis zur baulichen Umsetzung betreute. Die erbbauberechtigte Matzen KG verpflichtet sich laut städtebaulichem Vertrag vom 17. März 2017, die Quantität und Qualität der Begrünung wie in den Plänen von Landschaftsarchitektur+ festgelegt, sicherzustellen.
Mitbeteiligt am Nutzungskonzept für Teilbereiche öffentlich zugänglicher Flächen war der aus dem Stadtteil entstandene Verein Hilldegarden e. V. In mehreren Arbeitsgruppen erarbeitete der Verein im Dialog mit dem Eigentümer ein Konzept, das die Zugänglichmachung für die Öffentlichkeit, den Erhalt des Bunkers als Mahnmal sowie die Schaffung von Flächen für kulturelle Nutzung beinhaltete.
Nach Beginn der Bauarbeiten im Jahr 2019 wurde bekannt, dass die damaligen Mieter im Hochbunker durch die Aufstockungsarbeiten Nachteile erlitten. Die erste von fünf aufzustockenden Etagen wurde im Juni 2020 betoniert. Eine Klage gegen die Aufstockung wurde im Juli 2020 abgewiesen.
Landschaftsarchitektur+ PartG mbB erhielt für das Konzept und die Planung der Begrünung den European Garden Award in der Kategorie Maßnahmen der Klimaanpassung, sowie den Preis für die beste Dachbegrünung 2024 verliehen durch den Bundesverband Gebäudegrün e. V. (BuGG).
Im Jahr 2024 wurde der Grüne Bunker eröffnet. Das letzte Treppenteil des 560 Meter langen „Bergpfads“ war im September 2023 montiert worden. Bau- und witterungsbedingt verzögerte sich die Eröffnung des Hotels und damit der ganzen Anlage um einige Monate.
Nach einem Pre-Opening am 3. Juli wurde der „Bergpfad“ zusammen mit dem 1.400 Quadratmeter großen Dachgarten am 5. Juli 2024 eröffnet.
Die Gesamtkosten von Aufstockung und Begrünung lagen bei ca. 60 Mio. Euro.

## Heutige Nutzung
Neben den Betrieben, die im Kern des ehemaligen Medienbunkers verblieben sind, gibt es durch die Aufstockung den Dachgarten, ein Hotel, Restaurants und eine Sport- und Veranstaltungshalle.

### Dachgarten
Insgesamt gibt es mehr als 10.000 Quadratmeter Grün- und Gemeinschaftsflächen mit rund 23.000 Pflanzen. Auf dem Dach wird außerdem geforscht: Finanziert vom Bundesumweltministerium sammeln rund 80 Sensoren in den Beeten Daten darüber, was Pflanzen direkt am Gebäude bewirken.
Generell besteht eine Einlassbeschränkung von 900 Personen, die gleichzeitig kostenlos Zutritt zur Panoramatreppe „Bergpfad“ erhalten.
Seit der Eröffnung sind täglich etwa 4.000 Personen auf dem Bunker unterwegs, was zu einem großen Müll-Problem und unsauberen Toiletten führte. Wegen der vielen liegengelassenen Verpackungen und Flaschen ist das Mitbringen von Essen und Trinken jetzt generell verboten. Im ersten Jahr gab es ca. 2,3 Millionen Besucher, an manchen Tagen mehr als 20.000.

### Hotel und Restaurants
Das neue Hotel Reverb by Hard Rock Hotel (betrieben von der RIMC Hotels & Resort Group) mit seinen 134 Zimmern, Gastronomie und Dachgarten sollte im April 2024 eröffnet werden. Zum Hotel gehören mehrere gastronomische Angebote: die Bar Karo&Paul by Frank Rosin, das Hauptrestaurant La Sala, das Café Constant Grind, der Rock Shop sowie ein Gastro-Container auf dem Dachgarten.
Das Time Magazine hat das Reverb Hotel als „World’s Greatest Places 2024“ aufgenommen.

### Georg Elser Halle
In der nach dem Widerstandskämpfer Georg Elser benannten 2024 eröffneten Georg Elser Halle in dem auf den Flakturm aufgesetzten Neubau, die wochentags dem Schulsport dienen soll, finden bei Konzerten rund 2200 Menschen Platz. In München gab es schon einmal Georg-Elser-Hallen, die allerdings 2008 abgerissen wurden.

## Film
- Über den Dächern von St. Pauli – Ein Bunker wird Hotel und Park in der NDR-Mediathek (59 Min.), abrufbar bis 21. Juni 2026